# Yrjö Saarela
Yrjö Erik Mikael Saarela (Oulujoki, 13 luglio 1882 – Liminka, 30 giugno 1951) è stato un lottatore finlandese, specializzato nella lotta greco-romana.

## Palmarès

### Olimpiadi
- Oro a Stoccolma 1912 nei pesi massimi
- Argento a Londra 1908 nei pesi medio-massimi

### Mondiali
- Oro a Helsinki 1911 nei pesi massimi